# Lempi Jääskeläinen
Lempi Inkeri Jääskeläinen, född 15 december 1900 i Viborg, död 13 september 1964 i Helsingfors, var en finländsk författare.
Jääskeläinen avlade studentexamen 1921 och påbörjade studier i arkeologi och historia vid Helsingfors universitet som hon dock av hälsoskäl var tvungen att avbryta. Hon var främst känd för sina romantiserade historiska romaner och diktsamlingar, i vilka hon skildrade det gamla Viborg. Av hennes arbeten kan nämnas en släktromancykel, ursprungligen i sex band, senare utgiven i två band under titlarna Weckroothin perhe (1944, svensk översättning Familjen Weckrooth, 1957) och Helena Weckroothin tytär (1947). 
År 1955 mottog hon Pro Finlandia-medaljen.